# Paul Millsap
Paul Millsap (nascut el 10 de febrer 1985) és un jugador de bàsquet professional estatunidenc que juga als Atlanta Hawks de la National Basketball Association (NBA). Mesura 2,03 metres i pesa 116,6 quilos. Provinent d'una universitat petita com és la Louisiana Tech University Millsap va ser seleccionat pels Utah Jazz a la segona ronda del Draft de l'NBA de 2006 en la posició número 47.
Tot i ser seleccionat en una posició molt endarrerida, va destacar ràpidament a l'NBA, sent una nova jugada mestre de l'entrenador dels Jazz Jerry Sloan. El seu joc es va comparar inicialment al d'Udonis Haslem.
Millsap va ser el reemplaçament dels Jazz de Carlos Boozer durant gran part de la temporada 2008-2009 (Boozer va patir una lesió al quàdriceps i després una lesió greu al genoll). Els seus números es van disparar, ja que va realitzar de mitjana 15,5 punts per joc anotant el 56% de tir de camp, i 9,5 rebots. Després de la temporada 2008-2009, els Jazz van fer una oferta a Millsap, convertint-se així en un agent lliure restringit. Unes setmanes més tard, va signar pels Portland Trail Blazers que li van oferir 32 milions de dòlars per quatre anys, incloent 6.200.000 $ en la temporada 2009-2010. Finalment, els Jazz van igualar l'oferta i Millsap es va quedar als Jazz. Durant la temporada 2011-2012, Paul Millsap va seguir superant les seves estadístiques i ajudà als Jazz a classificar-se pels playoffs de l'NBA.
El 10 de juliol de 2013, després dels seus primers 7 anys de professional als Jazz de Utah, Millsap va signar un contracte de 2 anys pels Hawks d'Atlanta.
L'estiu de 2015 Millsap firmà una renovació del seu contracte amb els Atlanta Hawks de 3 temporades per 50 milions de dòlars.
Al juliol 2017, Millsap signà un contracte trianual de $90 milions amb els Denver Nuggets. Al setembre de 2021, Millsap signa amb Brooklyn Nets.
Al febrer 2022, Millsap va ser traspassat juntament amb James Harden als Philadelphia 76ers a canvi de Ben Simmons, Seth Curry, Andre Drummond i dues primeres rondes del draft.